# Heinrich Mache

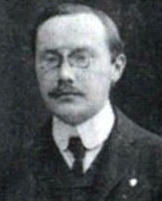
Heinrich Mache (1908)

Heinrich Mache (* 27. April 1876 in Prag; † 1. September 1954 in Wien) war ein österreichischer Physiker und Hochschullehrer.

## Leben
Nach dem Gymnasialstudium absolvierte er das erste Studienjahr der Physik in Prag, hörte u. a. Vorlesungen bei Ernst Mach und übersiedelte 1894 mit der Familie nach Wien, wo er seine Studien bei Franz Serafin Exner und Ludwig Boltzmann fortsetzte. Er promovierte 1898 bei Exner über den „experimentellen Nachweis der Elektrostriktion in Gasen“ und nahm als fotografischer Sachverständiger 1900/1901 an der astronomischen Expedition der Wiener Akademie nach Indien teil. Im Zusammenhang mit seiner Forschung führte er dabei luftelektrische Messungen am Roten Meer, in Delhi, Ceylon und Oberägypten durch. Im Jahre 1901 habilitierte er an der Universität Wien. 1906 wurde er zum außerordentlichen Professor an die Universität Innsbruck berufen, welche er nach zwei Jahren wieder verließ, um bis 1946 als Professor an der Technischen Hochschule Wien zu wirken. In dieser Zeit war er von 1916 bis 1918 Dekan und 1925/26 deren Rektor. Dort war er Nachfolger von Friedrich Hasenöhrl. Außerdem war Mache seit 1924 korrespondierendes Mitglied der Österreichischen Akademie der Wissenschaften und ab 1927 wirkliches Mitglied. Im Jahr 1927 wurde Heinrich Mache für seine wissenschaftlichen Verdienste mit der Wilhelm Exner Medaille ausgezeichnet.
Nach dem „Anschluss Österreichs“ 1938 kritisierte der Dozentenbundführer des NSDDB die enge Vernetzung Maches mit „jüdischen“ Wissenschaftlern, die Herkunft von Maches Ehefrau und Maches politische Einstellung. Gleichzeitig schätzte der Dozentenbundführer Mache als jemanden ein, der die NSDAP als einen Verein betrachte und Bewerbung für die Mitgliedschaft anstrebe. Tatsächlich gab Mache 1945 im Mitgliederfragebogen der Akademie der Wissenschaften an, NSDAP-Mitglied gewesen zu sein, seine Akademiemitgliedschaft wurde 1945 ruhend gestellt und in Folge des Amnestiegesetzes 1948 reaktiviert.
Seine Gattin war die Enkelin des Geologen Eduard Suess. Er wurde am Sieveringer Friedhof bestattet. Das Grab ist bereits aufgelassen.
Im Jahr 1966 wurde in Wien-Donaustadt (22. Bezirk) die Machegasse nach ihm benannt.

## Bedeutung
Seine Forschungsgebiete waren vor allem Radioaktivität, Wärmelehre, Luftelektrizität und die Physik der Verbrennungs-Erscheinungen. Er entwickelte mit Ludwig Flamm eine Theorie der Verbrennung explosiver Gasgemische. Nach ihm ist die heute nicht mehr übliche Mache-Einheit zur Beschreibung der Aktivität radioaktiver Heilwässer benannt.